# Pachyparnus hardwicki
Pachyparnus hardwicki är en skalbaggsart som först beskrevs av Macleay 1825.  Pachyparnus hardwicki ingår i släktet Pachyparnus och familjen öronbaggar. Inga underarter finns listade i Catalogue of Life.